# Dichochrysa ussuriensis
Dichochrysa ussuriensis is een insect uit de familie van de gaasvliegen (Chrysopidae), die tot de orde netvleugeligen (Neuroptera) behoort. 
Dichochrysa ussuriensis is voor het eerst wetenschappelijk beschreven door Makarkin in 1985.